# ولد بن زميرو
ولد زميرو أو ولاد زميرو هم سبعة أولياء صالحين يهود .توجد مقبرة ولاد زميرو بآسفي، تعتبر مزارا سنويا لليهود من مختلف بقاع العالم منتصف شهر أغسطس من كل سنة. يرجع أصل التسمية إلى أصل العائلة اليهودية التي استقرت بآسفي قادمة من منطقة تسمى «زميرو» بإسبانيا في القرن 15.
كان أبرزهم أبراهام بن زميرو كبير إخوانه السبعة، والذين أصبحوا بفضل حظوتهم المالية والاجتماعية، محط ثقة المسلمين واليهود على السواء.